# Samuel Swinton
Samuel Swinton (North Berwick, ca. 1729 - juni 1797) was een Schots militair en uitgever, die tijdens de Franse Revolutie leden van de Franse adel hielp het land te ontvluchten. In 1905 zou de barones Orczy het hoofdpersonage van haar succesvolle roman en toneelstuk The Scarlet Pimpernel op Samuel Swinton gebaseerd hebben.

## Biografische schets
Over het leven van Samuel Swinton is vrij weinig bekend. Hij stamde uit het Schots-Engelse geslacht van de Swintons, uit Swinton, Scottish Borders. Hij werd rond 1725 (wellicht in 1729) geboren als tweede zoon van de advocaat John Swinton en de predikantsdochter Mary Semple. Zijn jongere broer Archibald was kapitein in dienst van de Britse Oost-Indische Compagnie en gezant van Shah Alam II. Samuel Swinton voerde eveneens de titel van kapitein, maar over zijn carrière is verder niets bekend. Op een bepaald moment was hij wijnhandelaar in Londen. In 1775 of 1776 trouwde hij met Jeanne-Felicité Lefèbvre, dochter van een officier van de Franse Garde van Lodewijk XVI van Frankrijk. In 1779 woonden de Swintons in het kasteel van Hesdin-l'Abbé, dat ze huurden van Michel-Augustin-Joseph-Charles Cléry de Bécourt. Het echtpaar was bevriend met Pierre Beaumarchais, wapenhandelaar, musicus, uitgever, schrijver (onder andere van Le nozze di Figaro) en fanatiek monarchist, die de peetvader werd van hun dochter Marie-Charlotte Swinton.
Tot 1783 was Swinton in Boulogne-sur-Mer (en Maastricht) de uitgever van de pro-Amerikaanse krant Le Courier de l'Europe. Volgens sommige bronnen zou Swinton in deze periode tevens een brits spion geweest zijn. Vanaf 1780, mogelijk al eerder, verbleef Swinton in Maastricht, toentertijd een Luiks-Hollandse vestingstad. Op 18 februari van dat jaar werd de toen 51-jarige Samuel Swinton ingeschreven als burger van die stad onder het ambacht der ooftmengers (waartoe ook azijnmakers, boter-, vet- en kaasverkopers en andere kruideniers behoorden). Binnen het gilde vervulde hij de functie van "kogelbroeder", een eervolle functie. In Maastricht gaf hij samen met ridder de Launay de Bernezay de Engels-Frans-Amerikaanse krant Gazette Anglo-Françoise & Américaine uit, waarvan geen enkel exemplaar bewaard is gebleven. Vermoedelijk was dit dezelfde krant als Le Courier de l'Europe, die van 1776 tot 1792 onder verschillende namen gepubliceerd werd.
Tijdens de Franse Revolutie werd Swintons schoonvader op de trappen van het Paleis van Versailles gedood. Swinton en zijn vrouw zouden vervolgens verschillende leden van de Franse adel geholpen hebben het land te ontvluchten en zo een zekere dood door de guillotine hebben voorkomen. Deze episode uit zijn leven zou de Engels-Hongaarse schrijfster Emma Orczy geïnspireerd hebben om haar personage Sir Percival Blakeney, beter bekend onder zijn schuilnaam The Scarlet Pimpernel, op Samuel Swinton te baseren.
Aangezien Swinton als protestant in Frankrijk geen geldig huwelijk kon aangaan, trouwde het paar bij aankomst in Engeland opnieuw. In 1795 woonden ze in Sloane Street, Londen. Het echtpaar had vier zonen en twee dochters. Hun jongste zoon Richard was de vader van Jane Swinton, de echtgenote van de bekende architect Samuel Swinton Jacob, die in Brits-Indië een groot aantal monumentale gebouwen ontwierp.
Samuel Swinton overleed in 1797. Jeanne-Felicité Lefèbvre stierf in 1823 in Londen.